# Nemopalpus multisetosus
Nemopalpus multisetosus är en tvåvingeart som beskrevs av Alexander 1979. Nemopalpus multisetosus ingår i släktet Nemopalpus och familjen fjärilsmyggor.
Artens utbredningsområde är Ecuador. Inga underarter finns listade i Catalogue of Life.